# Piaseczno (jezioro w gminie Bierzwnik)
Piaseczno (także Piaski) – jezioro na Równinie Drawskiej, położone w województwie zachodniopomorskim, w powiecie choszczeńskim, w gminie Bierzwnik, w Puszczy Drawskiej. 
Powierzchnia zbiornika wynosi 72,56 ha. Jezioro ma średnią głębokość równą 8,8 m, a maksymalna głębokość wynosi 15,7 m. Piaseczno ma wydłużony kształt o przebiegu południkowym. Maksymalna długość wynosi 3.075 m, maksymalna szerokość 350 m. Długość linii brzegowej misy jeziora wynosi 7.100 m. 
Lustro wody jeziora jest położone na wysokości 79,5 m n.p.m. Piaseczno znajduje się w zlewni Mierzęckiej Strugi.
W 1995 roku miało miejsce badanie jakości wód w Piasecznie, gdzie stwierdzono II klasę jakości wód przy II kategorii podatności na biodegradację.
Dno jeziora jest twarde i piaszczyste.
Piaseczno jest otoczone lasem Puszczy Drawskiej. Ok. 2 km na wschód znajduje się Jezioro Rakowe posiadające podobny przebieg i kształt, a około 500 metrów na południe jezioro Ostrowiec. Ok. 1 km na północny wschód od jeziora leży gajówka Piaseczno.